# Octomeria sarcophylla
Octomeria sarcophylla är en orkidéart som beskrevs av João Barbosa Rodrigues. Octomeria sarcophylla ingår i släktet Octomeria och familjen orkidéer. Inga underarter finns listade i Catalogue of Life.